# قائمة الأفلام المتصدرة شباك التذاكر الأمريكي عام 2010
قائمة الأفلام المتصدرة شباك التذاكر الأمريكي عام 2010 هي الأفلام التي احتلت المركز الأول في شباك التذاكر الأمريكي أثناء عُطل نهاية الأسبوع لعام 2010.

## الأفلام الأولى
|    | التاريخ        | الفيلم                              | الربح       | ملاحظات | المراجع       |
| -- | -------------- | ----------------------------------- | ----------- | --- | ------------- |
| 1  | 3 يناير 2010   | أفاتار                              | 68,490,688  | حطم أفاتار الرقم القياسي لـسبايدرمان (45 مليون دولار) لأعلى إجمالي ربح في نهاية الأسبوع الثالث من الإطلاق، ورقم كلوفرفيلد (40.1 مليون دولار) لأعلى إجمالي ربح في نهاية الأسبوع في يناير. | [ 2 ]         |
| 2  | 10 يناير 2010  | أفاتار                              | 50,306,217  | حطم أفاتار الرقم القياسي لـتيتانيك (28.7 مليون دولار) لأعلى إجمالي ربح في نهاية الأسبوع الرابع من الإطلاق. أصبح أيضًا أول فيلم بعد فارس الظلام يتصدر شباك التذاكر لمدة أربعة عطلات نهاية أسبوع متتالية. كما حطم رقم قراصنة الكاريبي: صندوق الرجل الميت (63 يومًا) لأسرع فيلم يصل إلى إجمالي مليار دولار في جميع أنحاء العالم، وصل إلى المليار في 19 يومًا.                                                                             | [ 3 ]         |
| 3  | 17 يناير 2010  | أفاتار                              | 42,785,612  | حطم أفاتار الرقم القياسي لتيتانيك (30 مليون دولار) لأعلى إجمالي ربح في نهاية الأسبوع الخامس من الإطلاق، ورقم كلوفرفيلد (40.1 مليون دولار) لأعلى إجمالي ربح في ذكرا مارتن لوثر كينغ في نهاية الأسبوع على الإطلاق. أصبح أيضًا أول فيلم بعد الحاسة السادسة يتصدر شباك التذاكر لخمس عطلات نهاية أسبوع متتالية وأول فيلم منذ الإشارات يتصدر شباك التذاكر في عطلة نهاية الأسبوع الخامسة.                                                   | [ 4 ] [ 5 ]   |
| 4  | 24 يناير 2010  | أفاتار                              | 34,944,081  | حطم افاتار الرقم القياسي لـتيتانيك (25.5 مليون دولار) لأعلى إجمالي ربح في نهاية الأسبوع السادسة من الإطلاق. كما أصبح أول فيلم منذ تيتانيك يتصدر شباك التذاكر لستة عطلات نهاية أسبوع متتالية. مع هذا الدخل، أصبح الفيلم الأكثر ربحًا على الإطلاق. | [ 6 ]         |
| 5  | 31 يناير 2010  | أفاتار                              | 31,280,029  | حطم أفاتار الرقم القياسي لـ تيتانيك (25.9 مليون دولار) لأعلى إجمالي ربح في نهاية الأسبوع السابع على الإطلاق. كما أصبح أول فيلم منذ تيتانيك يتصدر شباك التذاكر لسبع عطلات نهاية أسبوع متتالية وأول فيلم منذ آلام المسيح يتصدر شباك التذاكر في عطلة نهاية الأسبوع السابعة. | [ 7 ]         |
| 6  | 7 فبراير 2010  | عزيزي جون                           | 30,468,614  | | [ 8 ]         |
| 7  | 14 فبراير 2010 | عيد الحب                            | 56,260,707  | حطم عيد الحب الرقم القياسي لـ السائق الشبح (45.4 مليون دولار) لأعلى ربح في عطلة نهاية أسبوع عيد الرئيس. | [ 9 ] [ 10 ]  |
| 8  | 21 فبراير 2010 | جزيرة شاتر                          | 41,062,440  | | [ 11 ]        |
| 9  | 28 فبراير 2010 | جزيرة شاتر                          | 22,665,205  | | [ 12 ]        |
| 10 | 7 مارس 2010    | أليس في بلاد العجائب                | 116,101,023 | حطمت أليس في بلاد العجائب رقم 300 (70.9 مليون دولار) لأعل ربح في نهاية الأسبوع في شهر مارس ورقم السرعة والغضب (71 مليون دولار) لأعلى ربح في نهاية الأسبوع لإصدار الربيع. وحطمت أيضًا الرقم القياسي لـسبايدرمان (114.8 مليون دولار) لأعلى ربح في نهاية الأسبوع، ورقم هاري بوتر وكأس النار (102.7 مليون دولار) لأعلى ربح لفيلم خيالي حي في نهاية الأسبوع، ورقم أفاتار (77 مليون دولار) لأعلى ربح في نهاية الأسبوع لفيلم ثلاثي الأبعاد. | [ 13 ]        |
| 11 | 14 مارس 2010   | أليس في بلاد العجائب                | 62,714,076  | | [ 14 ]        |
| 12 | 21 مارس 2010   | أليس في بلاد العجائب                | 34,189,969  | | [ 15 ]        |
| 13 | 28 مارس 2010   | كيف تروض تنينك                      | 43,732,319  | | [ 16 ]        |
| 14 | 4 أبريل 2010   | صراع الجبابرة                       | 61,235,105  | حطم صراع الجبابرة الرقم القياسي لـ فيلم مخيف 4 (40.2 مليون دولار) لأعلى ربح في عيد الفصح. | [ 17 ] [ 18 ] |
| 15 | 11 أبريل 2010  | صراع الجبابرة                       | 26,633,209  | | [ 19 ]        |
| 16 | 18 أبريل 2010  | كيك-آس                              | 19,828,687  | | [ 20 ]        |
| 17 | 25 أبريل 2010  | كيف تروض تنينك                      | 15,350,213  | استعاد كيف تروض تنينك المركز الأول في نهاية الأسبوع الخامس من إصدارها. أصبح أول فيلم منذ أفاتار يتصدر شباك التذاكر في عطلة نهاية الأسبوع الخامسة. | [ 21 ]        |
| 18 | 2 مايو 2010    | كابوس في شارع إلم                   | 32,902,299  | | [ 22 ]        |
| 19 | 9 مايو 2010    | آيرون مان 2                         | 128,122,480 | حقق آيرون مان 2 أعلى ربح في نهاية الأسبوع في عام 2010. | [ 23 ]        |
| 20 | 16 مايو 2010   | آيرون مان 2                         | 52,041,005  | | [ 24 ]        |
| 21 | 23 مايو 2010   | شريك 2                              | 70,838,207  | | [ 25 ]        |
| 22 | 30 مايو 2010   | شريك 2                              | 43,311,063  | | [ 26 ] [ 27 ] |
| 23 | 6 يونيو 2010   | شريك 2                              | 25,486,465  | | [ 28 ]        |
| 24 | 13 يونيو 2010  | فتى الكارتيه                        | 55,665,805  | | [ 29 ]        |
| 25 | 20 يونيو 2010  | حكاية لعبة 3                        | 110,307,189 | حطم الفيلم رقم المتحولون: ثأر الهاوي القياسي (109 مليون دولار) لأعلى ربح في نهاية الأسبوع في يونيو ورقم البحث عن نيمو (70.3 مليون دولار) لأعلى عطلة نهاية أسبوع افتتاحية لفيلم مصنف G. حطم إجمالي يوم الافتتاح البالغ 41.1 مليون دولار الرقم القياسي لـ شريك الثالث (38 مليون دولار) لأكبر إجمالي ربح في يوم واحد لفيلم رسوم متحركة.                                                                                                | [ 30 ]        |
| 26 | 27 يونيو 2010  | حكاية لعبة 3                        | 59,337,669  | | [ 31 ]        |
| 27 | 4 يوليو 2010   | ملحمة الشفق: خسوف                   | 64,832,191  | حطم الفيلم بإجمالي مبلغ 30.1 مليون دولار من عروض منتصف الليل الرقم القياسي لـ ملحمة الشفق: قمر جديد (26.3 مليون دولار) لأعلى افتتاح في منتصف الليل على الإطلاق. وحطم أيضًا رقم المتحولون: ثأر الهاوي لأعلى إجمالي ربح منتصف الليل في آيماكس (959,000 دولار) بمليون دولار وأعلى إجمالي يوم الأربعاء على الإطلاق مع 68.5 مليون دولار.                                                                                                  | [ 32 ] [ 33 ] |
| 28 | 11 يوليو 2010  | أنا الحقير                          | 56,397,125  | | [ 34 ]        |
| 29 | 18 يوليو 2010  | استهلال                             | 62,785,337  | | [ 35 ]        |
| 30 | 25 يوليو 2010  | استهلال                             | 42,725,012  | | [ 36 ]        |
| 31 | 1 أغسطس 2010   | استهلال                             | 27,485,245  | | [ 37 ]        |
| 32 | 8 أغسطس 2010   | الشخصان الآخران                     | 35,543,162  | | [ 38 ]        |
| 33 | 15 أغسطس 2010  | المرتزقة                            | 34,825,135  | | [ 39 ]        |
| 34 | 22 أغسطس 2010  | المرتزقة                            | 16,968,032  | | [ 40 ]        |
| 35 | 29 أغسطس 2010  | اللصوص                              | 20,512,304  | | [ 41 ]        |
| 36 | 5 سبتمبر 2010  | الأمريكي                            | 13,177,790  | | [ 42 ] [ 43 ] |
| 37 | 12 سبتمبر 2010 | ريزدنت إيفل: الآخرة                 | 26,650,264  | | [ 44 ]        |
| 38 | 19 سبتمبر 2010 | البلدة                              | 23,808,032  | | [ 45 ]        |
| 39 | 26 سبتمبر 2010 | وول ستريت: المال لا ينام أبدا       | 19,011,188  | | [ 46 ]        |
| 40 | 3 أكتوبر 2010  | الشبكة الاجتماعية                   | 22,445,653  | | [ 47 ]        |
| 41 | 10 أكتوبر 2010 | الشبكة الاجتماعية                   | 15,451,991  | | [ 48 ] [ 49 ] |
| 42 | 17 أكتوبر 2010 | جاك آس ثلاثي الأبعاد                | 50,353,641  | حطم الفيلم رقم فيلم مخيف 3 (48.1 مليون دولار) لأعلى ربح في نهاية الأسبوع في أكتوبر ولأي فيلم في خريف. حطم الفيلم أيضًا الرقم القياسي لـ برنو(30.4 مليون دولار) في أكبر ربح لفيلم وثائقي كوميدي في نهاية الأسبوع. | [ 50 ]        |
| 43 | 24 أكتوبر 2010 | نشاط خارق 2                         | 40,678,424  | حطم نشاط خارق 2 رقم يوم الجمعة الثالث عشر (40.5 مليون دولار) لأعلى ربح لفيلم رعب في نهاية الأسبوع. | [ 51 ]        |
| 44 | 31 أكتوبر 2010 | سو ثري دي                           | 22,530,123  | | [ 52 ]        |
| 45 | 7 نوفمبر 2010  | ميجامايند                           | 46,016,833  | | [ 53 ]        |
| 46 | 14 نوفمبر 2010 | ميجامايند                           | 29,120,461  | | [ 54 ]        |
| 47 | 21 نوفمبر 2010 | هاري بوتر ومقدسات الموت – الجزء 1   | 125,017,372 | حطم فيلم هاري بوتر ومقدسات الموت – الجزء 1 بملبغ 1.4 مليون دولار الرقم القياسي لـ ملحمة الشفق: خسوف (مليون دولار) لأعلى إجمالي ربح منتصف الليل في آيماكس. كما حطمت الرقم القياسي لأليس في بلاد العجائب (116.1 مليون دولار) لأعلى ظهور لفيلم خيالي حي في نهاية الأسبوع. | [ 55 ]        |
| 48 | 28 نوفمبر 2010 | هاري بوتر ومقدسات الموت – الجزء 1   | 49,087,101  | | [ 56 ]        |
| 49 | 5 ديسمبر 2010  | رابونزل                             | 21,608,891  | وصل رابونزل إلى المركز الأول في نهاية الأسبوع الثاني من إصداره. وفي المرتبة الثانية، حطم ربح افتتاحية رابونزل البالغ 48.8 مليون دولار الرقم القياسي لـالأسد الملك (40.8 مليون دولار) لأعلى ظهور في نهاية الأسبوع لفيلم استوديوهات والت ديزني للرسوم المتحركة. | [ 57 ]        |
| 50 | 12 ديسمبر 2010 | سجلات نارنيا: رحلة سفينة داون تريدر | 24,005,069  | | [ 58 ]        |
| 51 | 19 ديسمبر 2010 | ترون: الإرث                         | 44,026,211  | | [ 59 ]        |
| 52 | 26 ديسمبر 2010 | صغار عائلة فوكرز                    | 30,833,665  | | [ 60 ]        |
| 53 | 2 يناير 2011   | صغار عائلة فوكرز                    | 25,766,485  | | [ 61 ]        |

## الأفلام الأكثر ربحًا
أعلى الأفلام ربحًا في عام 2010.
| المرتبة | الفيلم                            | الاستديو                | المخرج                   | الربح       |
| ------- | --------------------------------- | ----------------------- | ------------------------ | ----------- |
| 1.      | أفاتار                            | توينتيث سينشوري ستوديوز | جيمس كاميرون             | 466,141,929 |
| 2.      | حكاية لعبة 3                      | استوديوهات والت ديزني   | لي إدوارد أنريخ          | 410,171,027 |
| 3.      | أليس في بلاد العجائب              | استوديوهات والت ديزني   | تيم برتون                | 332,430,200 |
| 4.      | آيرون مان 2                       | باراماونت بيكتشرز       | جون فافرو                | 312,433,331 |
| 5.      | ملحمة الشفق: خسوف                 | سمت إنترتاينمنت         | ديفيد سليد               | 300,531,751 |
| 6.      | استهلال                           | وارنر براذرز بيكتشرز    | كريستوفر نولان           | 292,558,188 |
| 7.      | هاري بوتر ومقدسات الموت – الجزء 1 | وارنر براذرز بيكتشرز    | دايفيد ييتس              | 280,230,127 |
| 8.      | أنا الحقير                        | يونيفرسال بيكشرز        | بيير كوفين وكريس ريناود  | 251,083,040 |
| 9.      | شريك 4                            | باراماونت بيكتشرز       | مايك ميتشيل              | 238,736,787 |
| 10.     | كيف تروض تنينك                    | باراماونت بيكتشرز       | مايكل ساندرز ودين ديبلوس | 217,581,231 |